# Filippo Sensi
Filippo Sensi (Roma, 4 marzo 1968) è un giornalista, blogger e politico italiano, esperto di comunicazione politica.
È stato portavoce e capo dell'ufficio stampa della presidenza del Consiglio dei ministri dal 2014 al 2018 sotto Matteo Renzi e Paolo Gentiloni e deputato alla Camera dal 23 marzo 2018 al 12 ottobre 2022. Dal 21 marzo 2023 è senatore della Repubblica per il Partito Democratico.

## Biografia
Nato a Roma, dove ha studiato al liceo classico "Giuseppe Calasanzio", si è laureato e ha ottenuto un dottorato di ricerca in filosofia, con una tesi sulla fenomenologia tedesca, all'Università degli Studi di Roma "La Sapienza", è sposato e con tre figli.
Negli anni novanta è stato portavoce di Francesco Rutelli, curandone l'ufficio stampa come sindaco di Roma.
A gennaio 2010 fonda Nomfup, un noto blog dedicato alla comunicazione politica, in particolare britannica e statunitense. Nell'ottobre 2011 Sensi, tramite Nomfup, è stato l'autore dello scoop che testimoniò le bugie del segretario di Stato della difesa britannico Liam Fox sul suo rapporto con l'amico e collaboratore Adam Werrity,, provocando quindi le dimissioni di Fox.
È stato anche vicedirettore di Europa e collaboratore per Wired Italia e Corriere della Sera.
A gennaio 2014, dopo l'elezione di Matteo Renzi a segretario del Partito Democratico (PD), Sensi viene nominato capo dell'ufficio stampa del PD e portavoce di Renzi, nonché direttore responsabile di YouDem. Il suo ruolo di spin doctor per Renzi è stato paragonato a quello di Alastair Campbell per Tony Blair. Dopo l'Insediamento di Renzi come presidente del Consiglio dei Ministri diventa suo portavoce e capo dell'ufficio stampa della presidenza del Consiglio dei ministri, mantenendo tale ruolo anche in seguito alle dimissioni di Renzi e alla nomina di Paolo Gentiloni.
Alle elezioni politiche del 2018 viene candidato alla Camera dei deputati, tra le liste del Partito Democratico nel collegio plurinominale Toscana - 03, risultando eletto deputato. Nel corso della XVIII legislatura è stato componente e segretario della 14ª Commissione Politiche dell'Unione europea, oltreché membro della delegazione italiana presso l'Assemblea parlamentare del Consiglio d'Europa.
Alle elezioni primarie del PD del 2019 sostiene la mozione del segretario uscente Maurizio Martina, ex ministro delle politiche agricole nei governi Renzi e Gentiloni e rappresentante l'area "filo-renziana" del partito, che risulterà perdente arrivando secondo dietro a Nicola Zingaretti con il 22% dei voti. Successivamente aderisce alla corrente interna del PD "Base Riformista", di stampo riformista e centrista, guidata da Lorenzo Guerini e Luca Lotti, carattererizzandosi tra i “pontieri”.
Alle elezioni politiche anticipate del 2022 viene candidato al Senato della Repubblica, per la lista elettorale Partito Democratico - Italia Democratica e Progressista nei collegi plurinominali Lazio - 02 e Campania - 01 in terza posizione, ma senza essere rieletto. Il 21 marzo 2023 diventa senatore subentrando a Bruno Astorre, morto suicida. Nella XIX legislatura è vicepresidente della Commissione straordinaria per la tutela e la promozione dei diritti umani, membro della 4ª Commissione Politiche dell'Unione europea e della Commissione parlamentare di inchiesta sul femminicidio, nonché su ogni forma di violenza di genere.
Al referendum abrogativo del 2025 si schiera contro i primi tre quesiti e a favore degli ultimi due, in dissidenza con la linea ufficiale del PD schierato a favore di tutti e 5 i quesiti.